# 交三桥站
交三桥站位于中华人民共和国云南省昆明市盘龙区鼓楼街道与拓东街道交界北京路与人民路交叉口地下，属于昆明地铁2号线的地铁车站。2013年5月2日交三桥站至东风广场站盾构区间贯通，标志着昆明地铁首期工程北段隧道实现全线贯通。2014年4月30日起随着昆明地铁1、2号线首期工程（北部汽车站—大学城南站）通车开始试运营。
该站曾因肺炎疫情于2020年1月30日停运，3月18日恢复运营。

## 车站楼层
| 地面层          | 街道                                       | A-D出入口                                          |
| 地下一层 站厅层 | 站厅                                       | 票务服务、自动售票机、一卡通充值、安检、进出站闸机 |
| 地下二层 站台层 |                                            | █ 2号线往北部汽车站（穿心鼓楼）                    |
| 地下二层 站台层 | 岛式站台，左侧開门                         |                                                    |
| 地下二层 站台层 | █ 2号线往大学城南/昆明南火车站（东风广场） |                                                    |

## 周边
- 中国银行云南省分行
- 置地广场（在建）
- 广发大厦：广发银行昆明分行第一支行
- 天元大厦：中国农业银行云南省分行，中国工商银行牡丹支行
- 云南科技大楼：云南省科学技术发展研究院
- 船舶大楼：昆明船舶设备集团有限公司，船舶酒店，中国建设银行北京路支行

## 公交换乘
昆明公交2路、3路、23路、47路、54路、61路、69路、71路、74路、83路、105路、108路、237路等。

## 出口
该站设有一共有3个出口：
|                       |                                                |      |
| 编号                  | 建议前往的目的地                               | 照片 |
| 出口 · A              | 置地广场（在建），广发大厦，交三桥公交站       |      |
| 出口 · B · 升降机标志 | 天元大厦，交三桥（北京路）公交站，云南科技大楼 |      |
| 出口 · C              | 船舶大楼                                       |      |
| 註： 設有             |                                                |      |